# Бревенное (Липецкая область)
Бревенно́е — село Спешнево-Ивановского сельсовета Данковского района Липецкой области.

## История
Возникло у Бревенного оврага, название которого перенесено на населенный пункт. В описании Данковского уезда 1771 г. упоминается казачья слобода города Данкова с селом Требунским и сельцом Бревенным. Из этого следует, что Бревенное населено казаками г. Данкова.

## Население
По данным всероссийской переписи за 2010 год население села составляет 76 человек.